# Кожибе (Плонський повіт)
Кожибе (пол. Korzybie) — село в Польщі, у гміні Бабошево Плонського повіту Мазовецького воєводства.
Населення — 134 особи (2011).
У 1975-1998 роках село належало до Цехановського воєводства.

## Демографія
Демографічна структура станом на 31 березня 2011 року:
|          | Загалом | Допрацездатний вік | Працездатний вік | Постпрацездатний вік |
| -------- | ------- | ------------------ | ---------------- | -------------------- |
| Чоловіки | 67      | 12                 | 49               | 6                    |
| Жінки    | 67      | 7                  | 40               | 20                   |
| Разом    | 134     | 19                 | 89               | 26                   |